# Унтерарглетчер
Унтера́ргле́тчер (нем. Unteraargletscher) — долинный ледник в Бернских Альпах в кантоне Берн, Швейцария.

## Факты
Унтерарглетчер имеет длину 12,95 км и площадь 24,44 км² (по состоянию на 1999 год, ранее, в 1973 году площадь ледника составляла 29,48 км²).
Унтерарглетчер является бо́льшим из двух ледников, питающих истоки реки Аре в Бернских Альпах. Он формируется слиянием ледников Финстераар (находится между Финстерархорном и Лаутерархорном) и Лаутераар (восточнее Лаутераархорна) и течёт около 6 км на восток к озеру Гримзель у одноимённого перевала.
Первые исследования этого и соседних ледников проводились Францем Хуги в 1827 году и Луи Агассисом в 1840 году В тот момент Верхний Арский ледник переходил в Нижний Арский ледник, питая его. По состоянию на середину 2010-х годов разрыв между ними составляет несколько километров.
В декабре 2001 года Унтерарглетчер, наряду с Большим Алечским ледником, был включён ЮНЕСКО в список Всемирного наследия в составе региона Юнгфрау-Алеч-Бичхорн.